# Liste von Bergwerken in Hessen

Landkreise und kreisfreie Städte in Hessen.

Die Liste von Bergwerken in Hessen benennt Bergwerksanlagen im Bundesland Hessen, Deutschland. Sie erhebt keinen Anspruch auf Vollständigkeit.

## Liste

### Kreis Bergstraße
| Name                  | Ort                    | Revier | Beginn | Ende | Bodenschatz       | Anmerkungen |
| --------------------- | ---------------------- | ------ | ------ | ---- | ----------------- | ----------- |
| Uraltbergbau          | Weschnitz              |        |        | 725  | Eisen             |             |
| Auerbacher Marmorwerk | Hochstädten (Bensheim) |        | 1865   | 2008 | Auerbacher Marmor |             |

### Darmstadt
| Name             | Ort                     | Revier | Beginn | Ende | Bodenschatz | Anmerkungen |
| ---------------- | ----------------------- | ------ | ------ | ---- | ----------- | ----------- |
| Prinz von Hessen | Stadtwald bei Darmstadt |        |        | 1924 | Braunkohle  |             |

### Landkreis Darmstadt-Dieburg
| Name                             | Ort           | Revier | Beginn | Ende | Bodenschatz                             | Anmerkungen                                    |
| -------------------------------- | ------------- | ------ | ------ | ---- | --------------------------------------- | ---------------------------------------------- |
| Grube Messel                     | Messel        |        | 1859   | 1970 | Braunkohle, Ölschiefer, Tonstein, Eisen | [ 1 ]                                          |
| → Schwerspatgruben Klein-Umstadt | Klein-Umstadt |        | 1839   | 1931 | Schwerspat                              | Mehrere Gruben, Schwerpunktförderung 1906–1931 |

### Landkreis Hersfeld-Rotenburg
| Name                           | Ort                    | Revier                | Beginn | Ende | Bodenschatz | Anmerkungen |
| ------------------------------ | ---------------------- | --------------------- | ------ | ---- | ----------- | ----------- |
| Grube Münden                   | Nentershausen (Hessen) | Richelsdorfer Gebirge | 1865   | 1951 | Schwerspat  |             |
| Kaliwerk Heimboldshausen       | Philippsthal (Werra)   | Kali Werra            | 1909   |      | Kalisalz    | [ 4 ]       |
| Kaliwerk Heringen              | Heringen (Werra)       | Kali Werra            | 1907   |      | Kalisalz    | [ 4 ]       |
| Untertagedeponie Herfa-Neurode | Heringen (Werra)       | Kali Werra            | 1911   |      | Kalisalz    |             |
| Kalischacht Ransbach           | Hohenroda              | Kali Werra            | 1909   |      | Kalisalz    | [ 4 ]       |

### Hochtaunuskreis
| Name             | Ort         | Revier | Beginn | Ende | Bodenschatz | Anmerkungen |
| ---------------- | ----------- | ------ | ------ | ---- | ----------- | ----------- |
| Zur Gnade Gottes | Bommersheim |        |        |      | Braunkohle  |             |

### Landkreis Kassel
| Name      | Kreis  | Ort       | Revier | Beginn | Ende   | Bodenschatz | Anmerkungen                     |
| --------- | ------ | --------- | ------ | ------ | ------ | ----------- | ------------------------------- |
| Kaufungen | Kassel | Kaufungen |        |        | 1960er | Braunkohle  | Müllkippe, heutiger Steinertsee |

### Lahn-Dill-Kreis
| Name            | Ort                     | Revier | Beginn             | Ende            | Bodenschatz | Anmerkungen         |
| --------------- | ----------------------- | ------ | ------------------ | --------------- | ----------- | ------------------- |
| Amalie          | Dillenburg-Oberscheld   |        | 1823               | September 1951  | Eisen       |                     |
| Auguststollen   | Dillenburg-Oberscheld   |        | 30. September 1820 | 1959            | Eisen       | Aufbereitung: †1975 |
| Falkenstein     | Dillenburg-Oberscheld   |        | um 1650            | 31. August 1973 | Eisen       |                     |
| Fortuna         | Solms-Oberbiel          |        |                    | 3. März 1983    | Eisen       | Besucherbergwerk    |
| Königszug       | Dillenburg-Oberscheld   |        | um 1650            | 31. März 1968   | Eisen       |                     |
| Ludwig Haas     | Breitscheid-Rabenscheid |        | vor 1850           | 1924/25         | Braunkohle  |                     |
| Peterszeche III | Rodenbach               |        | 1887               | 1937-08         | Blei        |                     |

### Schwalm-Eder-Kreis
| Name                      | Ort         | Revier | Beginn | Ende         | Bodenschatz | Anmerkungen                   |
| ------------------------- | ----------- | ------ | ------ | ------------ | ----------- | ----------------------------- |
| Schachtanlage Stolzenbach | Stolzenbach |        | 1956   | 1. Juni 1988 | Braunkohle  | Grubenunglück von Stolzenbach |

### Odenwaldkreis
| Name        | Ort            | Revier | Beginn | Ende | Bodenschatz | Anmerkungen |
| ----------- | -------------- | ------ | ------ | ---- | ----------- | ----------- |
| Adolph      | Rohrbach       |        |        |      | Mangan      |             |
| Georg       | Rohrbach       |        |        |      | Mangan      |             |
| Weise-Mauer | Ober-Kainsbach |        |        |      | Schwerspat  |             |

### Landkreis Waldeck-Frankenberg
| Name   | Ort                   | Revier | Beginn | Ende | Bodenschatz | Anmerkungen |
| ------ | --------------------- | ------ | ------ | ---- | ----------- | ----------- |
| Brilon | Willingen-Schwalefeld |        | 1947   | 1994 | Schiefer    |             |

### Werra-Meißner-Kreis
| Name          | Ort          | Revier | Beginn | Ende   | Bodenschatz | Anmerkungen                                         |
| ------------- | ------------ | ------ | ------ | ------ | ----------- | --------------------------------------------------- |
| Glimmerode    | Retterode    |        |        | 1960er | Braunkohle  | Tagebau und Tiefbau                                 |
| Hirschberg    | Großalmerode |        |        | 2002   | Braunkohle  | Letzter Unter-Tage-Braunkohlenabbau in Deutschland. |
| Hoher Meißner |              |        | 1560   | 1974   | Braunkohle  | Früher Tiefbau, nach dem Zweiten Weltkrieg Tagebau. |

### Wetteraukreis
| Name        | Ort         | Revier | Beginn | Ende | Bodenschatz | Anmerkungen |
| ----------- | ----------- | ------ | ------ | ---- | ----------- | ----------- |
| Wölfersheim | Wölfersheim |        | 1804   | 1991 | Braunkohle  |             |

### Lahn-Dill-Gebiet
Siehe: Liste von Bergwerken im Lahn-Dill-Gebiet

### Odenwald
Siehe: Liste von Bergwerken im Odenwald
und        Bergbau und Hüttenwesen im Odenwald

### Sauerland
Siehe: Liste von Bergwerken im Sauerland

### Spessart
Siehe: Liste von Bergwerken im Spessart

### Taunus
Siehe: Liste von Bergwerken im Taunus